# Castillo de Calatañazor
El castillo de Calatañazor, también conocido como castillo de los Padilla es un fortaleza medieval ubicada en la localidad española de igual nombre, en la provincia de Soria, en Castilla y León.

## Historia
El origen del nombre Calatañazor parece surgir del árabe Qalat al-Nasur, que tiene el significado de 'castillo del buitre', 'nido de águilas' para otros. La población se localiza sobre el valle de la Sangre, donde se sitúa la batalla entre las tropas cristianas y las de Almanzor en 1002, donde fue derrotado para, según la tradición, morir en Bordecorex y ser enterrado en Medinaceli. La primera construcción del castillo de Calatañazor, hoy arruinado pero en estado consolidado, data del siglo XII, aunque fue reformado en el XIV.
Calatañazor era cabeza de la comunidad de villa y tierra de Calatañazor. Enrique II de Castilla concedió el señorío jurisdiccional de la villa de Calatañazor a Juan Fernández de Padilla quien era camarero real y este fijó en el castillo de Calatañazor la residencia solariega del linaje y la villa y su tierra el ámbito geográfico de referencia familiar.
El castillo, junto a su señorío, perteneció a personajes dignos de mención como María de Molina, adelantada de Castilla; los Padilla (de quien toma el nombre) o los duques de Medinaceli hasta el siglo XIX.

## Descripción
Del castillo de los Padilla sobreviven algunos lienzos y parte de la torre del homenaje de mampostería y sillería de refuerzo en las esquinas. En esta encontramos indicios de aparejo árabe y un ventanal gótico. El antiguo patio de armas se abre hoy al caserío en forma de plaza porticada, presidida por los restos de la torre del homenaje y el rollo jurisdiccional o picota, símbolo del poder real y señorial sobre la población. Por el lado noroeste, el más sensible de la fortaleza, cuenta con un foso, mientras que por el valle de la Sangre la propia altura de los riscos ofrece una protección suficiente. 
La población está fortificada, de la muralla se conservan lienzos en el noroeste y sur, tambores y una pequeña puerta. La construcción originaria data del siglo XII y alcanzaba en algunos tramos los 18 metros de grosor. Bajo el castillo existe una sepultura triple excavada en roca, fechable a partir del siglo X.

## Galería

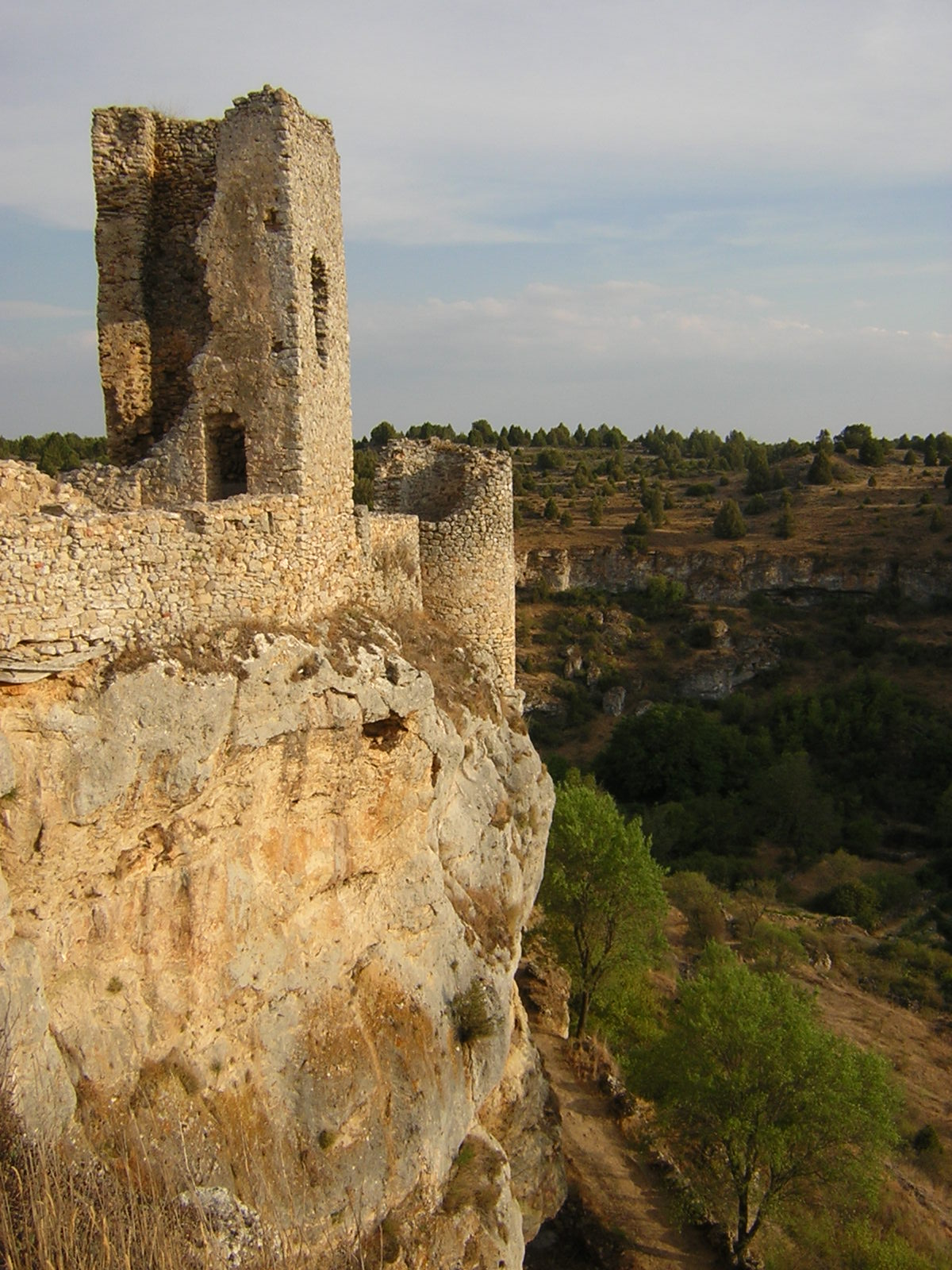
Vista del castillo sobre el risco.
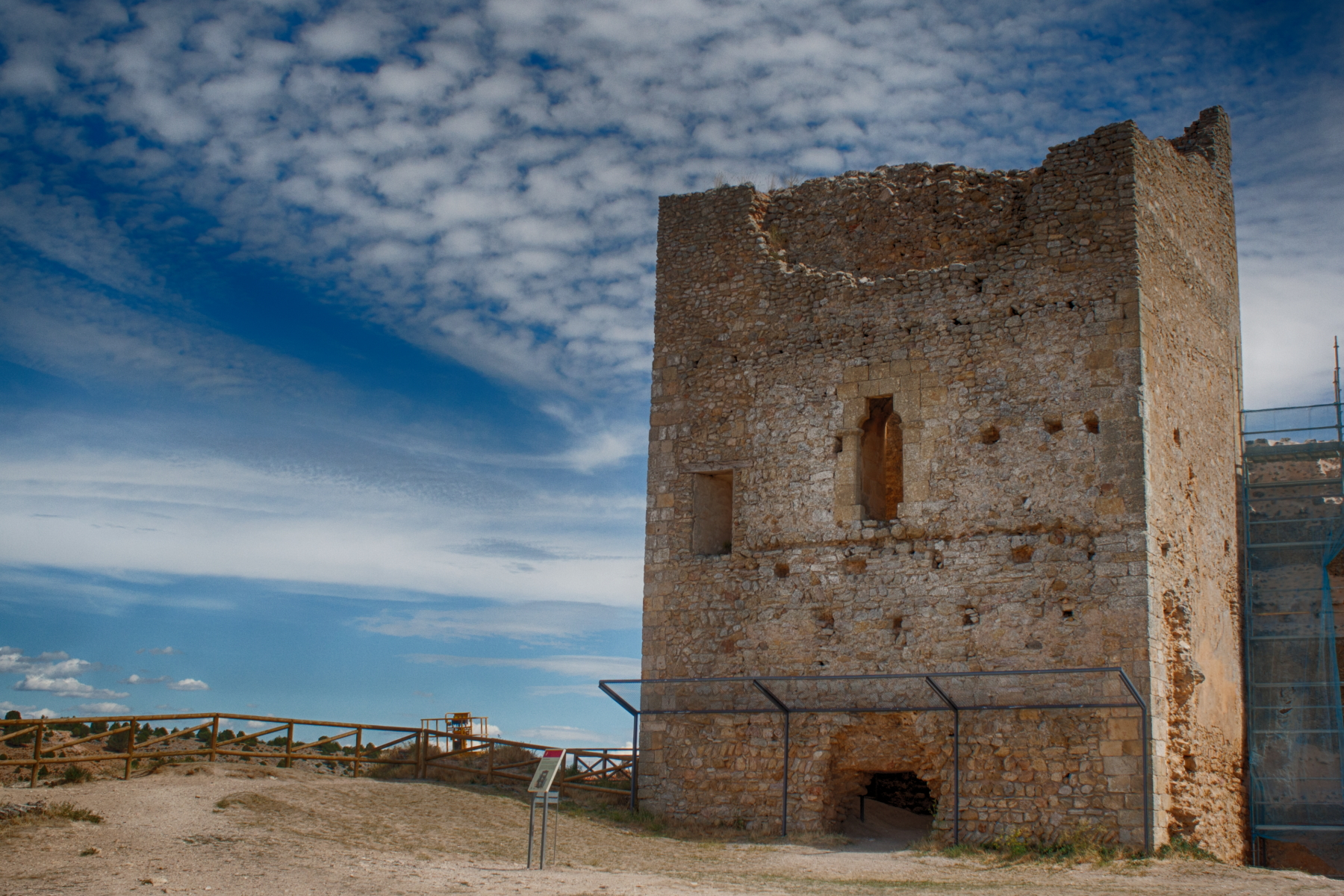
Torre del homenaje.
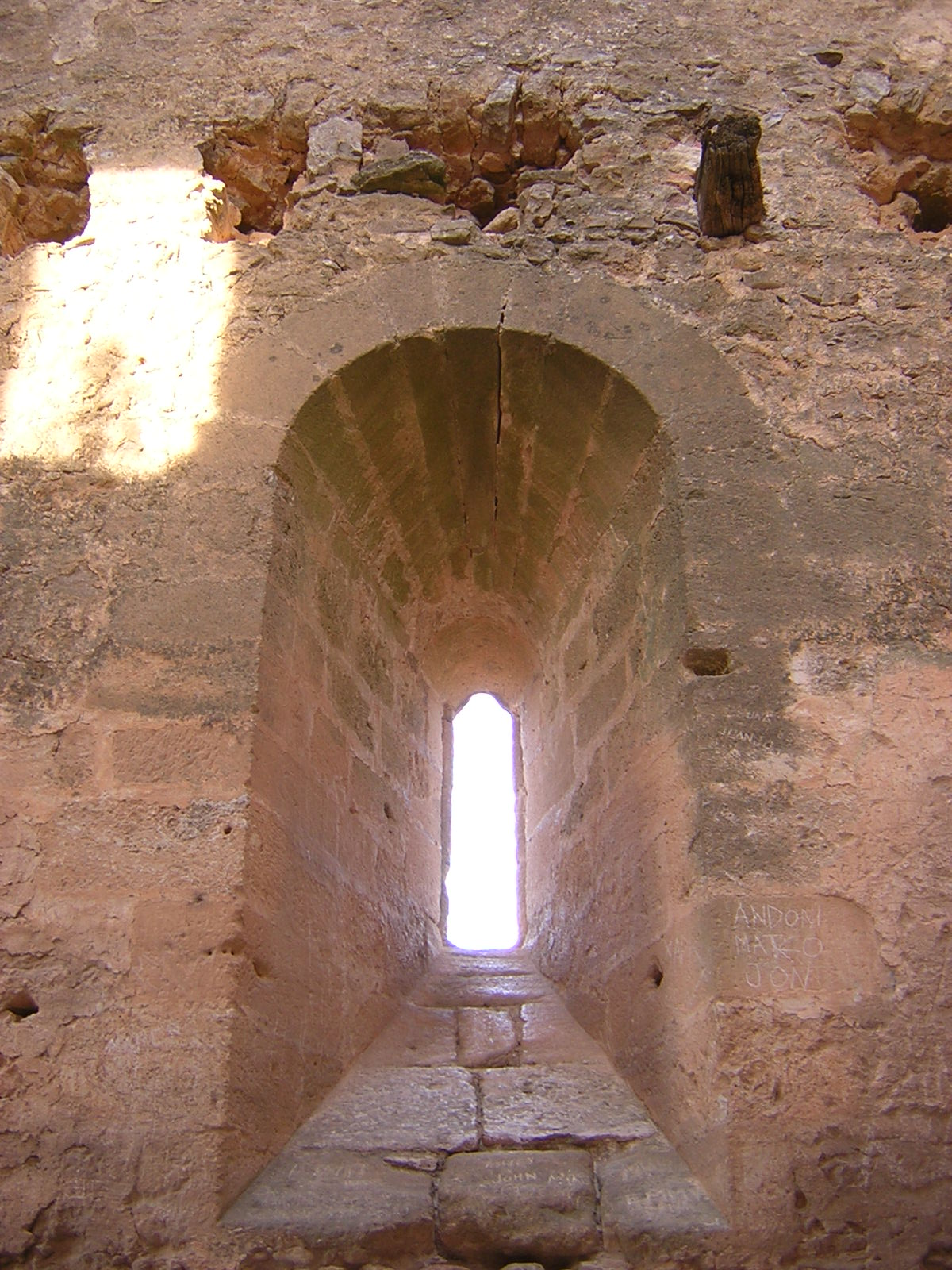
Detalle saetera.
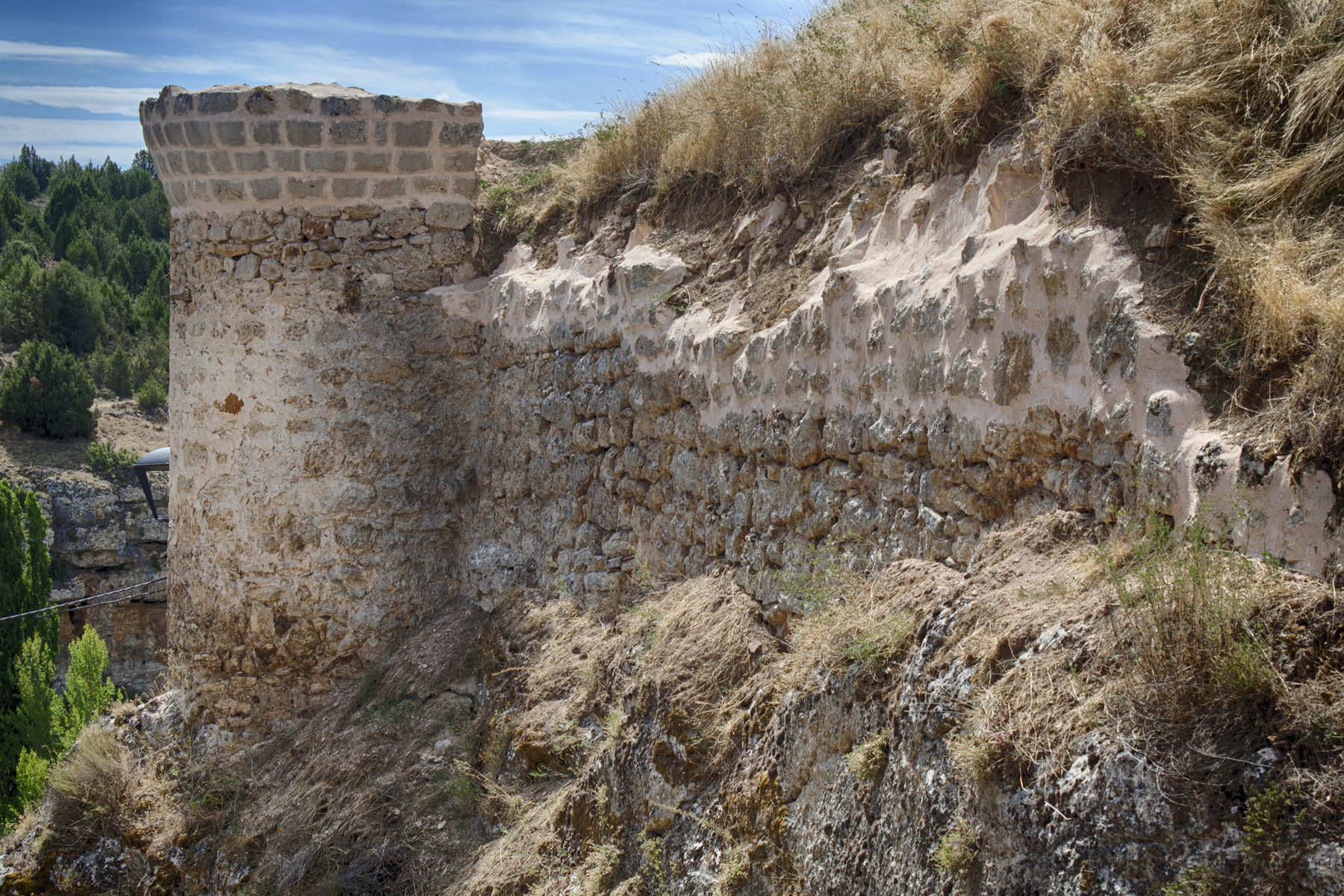
Muralla del siglo XII.
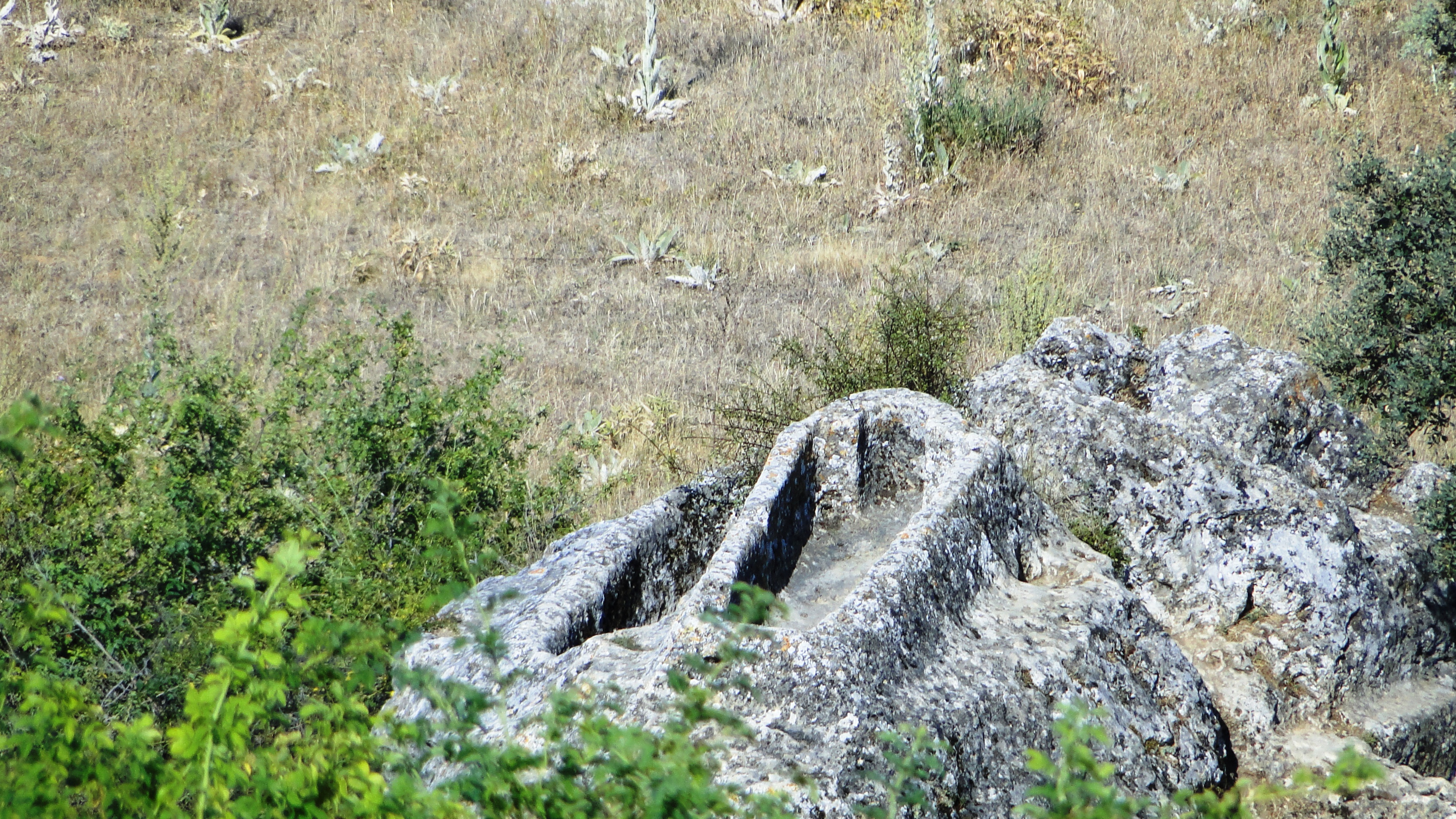
Sepultura excavada en la roca.
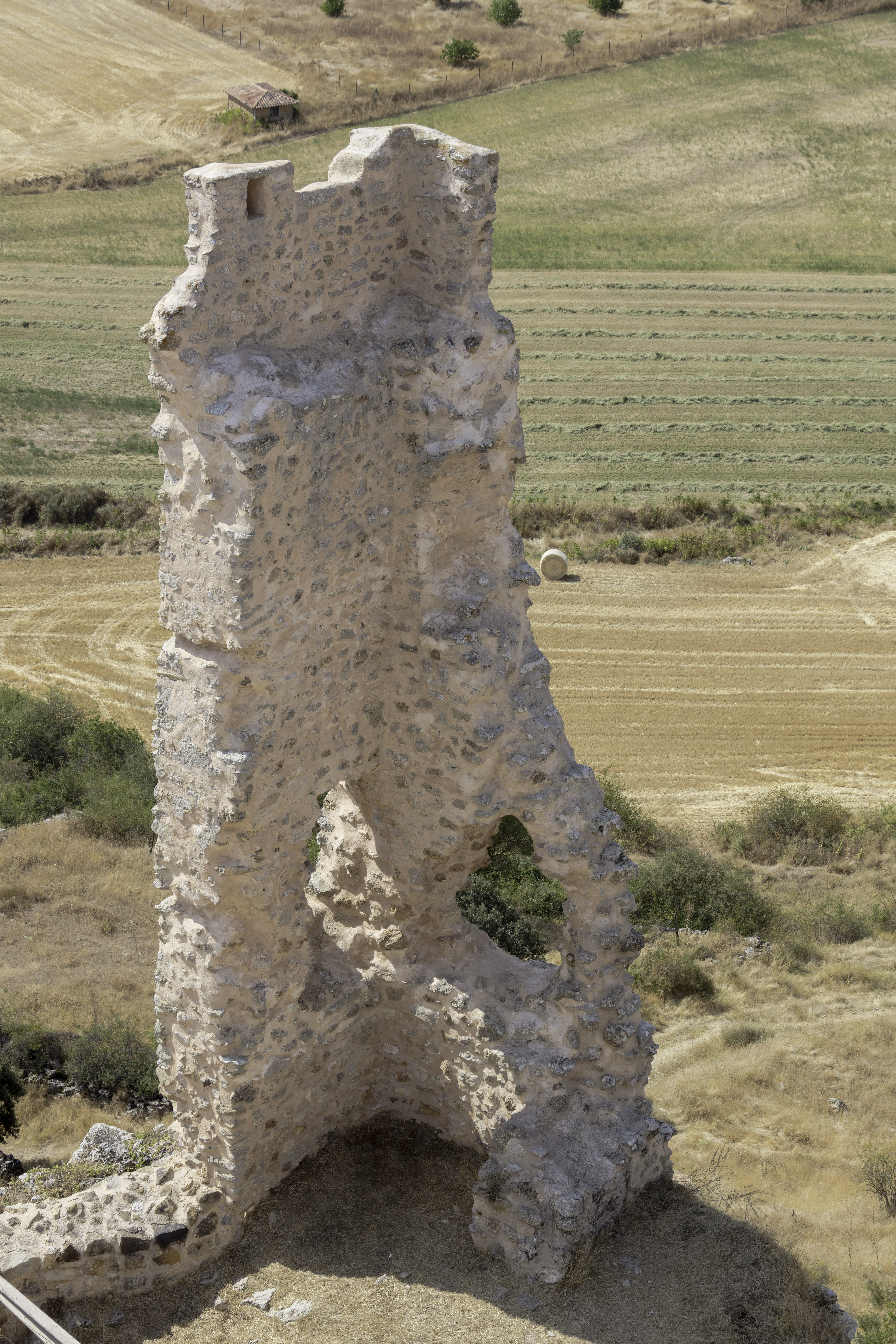
Restos de un torreón.